# Condado de Kericho

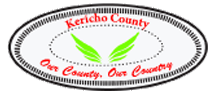
Logo del condado de Kericho

El condado de Kericho es un condado de Kenia. Se sitúa en el valle del Rift, al suroeste del país. La capital y localidad más importante es Kericho. La población total del condado es de 752 396 habitantes según el censo de 2009. Los habitantes son conocidos como Kipsigis, una etnia precolonial que se dedica al cultivo de trigo, maíz y té.

## Localización
El condado tiene los siguientes límites:
| Noroeste: Condado de Kisumu  | Norte: Condado de Nandi y Condado de Uasin Gishu | Noreste: Condado de Baringo |
| Oeste: Condado de Homa Bay   |                                                  | Este: Condado de Nakuru     |
| Suroeste: Condado de Nyamira | Sur: Condado de Bomet                            | Sureste: Condado de Nakuru  |

## Demografía
En el censo de 2009, las principales localidades del condado son:
1. Litein, villa, 104 600 habitantes
2. Kericho, municipio, 104 282 habitantes
3. Kipkelion, villa, 49 939 habitantes
4. Londiani, villa, 44 953 habitantes

## Cultivo del té
La mayor actividad económica de la zona es el cultivo del té, considerado como uno de los mejores de Kenia. En este condado se cultiva té al menos desde 1924. Las plantaciones cubren una superficie mayor a 27 307 acres, en manos de más de 66 000 pequeños agricultores. La superficie de cultivo se encuentra a 1500-2150 m s. n. m. Es una zona de roca volcánica con buen drenaje y lluvias casi a diario, lo que la convierte en una de las áreas más fértiles del país. Tiene un clima cálido y templado, con acentuadas diferencias de temperatura entre el día y la noche.
Un problema citado como recurrente asociado con las plantaciones de té es el de acoso sexual a las trabajadoras, como se demostró en un informe realizado en 2013, que finalizó con la instrumentación de una serie de medidas tendientes a disminuir esta situación. La incidencia de la cepa 1 del virus HIV también es mayor en trabajadoras que en su contraparte masculina.

## Transportes
La principal carretera del condado es la carretera B1, que une la A104 con Uganda pasando por Kisumu. En el condado, esta carretera pasa por Londiani y Kericho. Al oeste de Londiani sale la carretera secundaria C35, que lleva a Kipkelion. Al oeste de Kericho sale la C25, que lleva al condado de Homa Bay. Al sur de Kericho sale la C23, que lleva a Litein y a la B3, desde la cual se puede ir a Kisii, Bomet y Narok.